# Sayn-Wittgenstein-Vallendar
Sayn-Wittgenstein-Vallendar fue un Condado del Sacro Imperio Romano Germánico en Alemania. Fue creado como una partición de Sayn-Wittgenstein-Wittgenstein, y fue heredado por Sayn-Wittgenstein-Hohenstein en 1775.

## Condes Sayn-Wittgenstein-Vallendar (1657-1775)
- Federico Guillermo (1657-1685)
- Juan Federico (1685-1718)
- Francisco Federico Hugo (1718-1769)
- Juan Guillermo (1718-1775)

- Datos: Q7429263